# (30306) Frigyesriesz
(30306) Frigyesriesz (2000 JD) – planetoida z pasa głównego asteroid okrążająca Słońce w ciągu 4,02 lat w średniej odległości 2,53 j.a. Odkryta 2 maja 2000 roku.